# ATOW1996
ATOW1996 är en meterhög ö-liknande struktur av grus, sand och jord några kilometer norr om Cape Morris Jessup, vid Grönland. Den upptäcktes 1996 av The American Top of the World Expedition of 1996.
Denna och flera andra liknande ö-liknande strukturer har senare visat sig vara strandade isberg som det ansamlats grus, sand och jord på vilket fortsatt gör Kaffeklubben till jordens nordligaste landområde.